# 三島市立山田小学校
三島市立山田小学校（みしましりつ やまだしょうがっこう）は、静岡県三島市にある公立小学校。三島市北東部の高台に位置している。

## 通学区域
- 若松町、加茂、初音台、旭ケ丘、三恵台
- 川原ケ谷（初音・山田・小沢）
- 西旭ケ丘町[1]

## 進学先中学校
- 三島市立山田中学校 [2]